# رنگ اسب

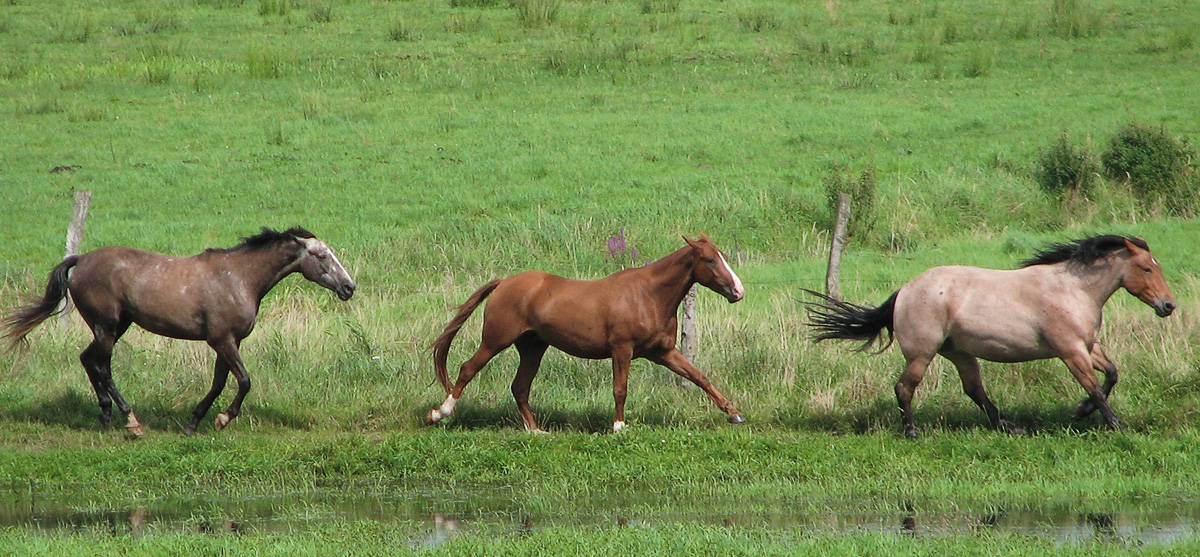
سه رنگ اسب

رنگ موهای بدن و یال و دم اسب‌ها به ژن‌شناسی آنها (در واقع الل‌(دگره)های کروموزوم‌های آن‌ها) بستگی دارد. معمولاً این رنگ‌ها از بدو تولد تا مرگ باقی می‌مانند. با این وجود رنگ‌هایی نیز وجود دارند که با بالا رفتن سن یا بلوغ تغییر می‌کنند. لکه‌های سفیدی که گاه بر روی بدن بعضی اسب‌ها، پس از جراحت و... تشکیل می‌شود رنگ آن اسب محسوب نمی‌شوند.
رنگ‌هایی که تغییر ناپذیرند به رنگ‌های ساده (یا اصلی)، رنگ‌های مرکب، رنگ‌های مرکب مخلوط و سایر رنگ‌ها دسته‌بندی می‌شوند.

یک اسب ترکمن قهوه ای رنگ در پارک ملی کویر

## رنگ‌های اصلی و مرکب (ژنتیک)

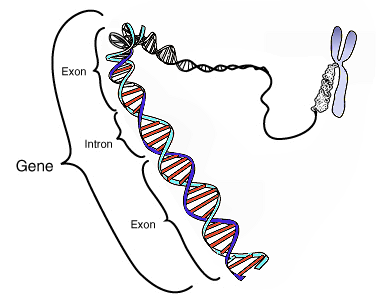
جایگاه ژن در کروموزم

رنگ‌های اصلی (کرنگ، کهر (قرمز قهوه‌ای)، قهوه‌ای و مشکی) با تاثیر متقابل دو ژن به وجود می‌آیند: Extension یا عامل سرخ، که با کد E نمایش می‌دهیم و Agouti که با کد A نمایش می‌دهیم. Extension مسئول تولید رنگدانه‌های سرخ و سیاه است. Agouti توزیع رنگدانه‌های سیاه را کنترل می‌کند که هم مربوط به نقطه‌هایی مانند یال، دم، پایین پاها، و گوش‌ها است و هم مربوط به توزیع یکنواخت رنگ در کل بدن. تاثیر حدود ده ژن دیگر می‌تواند این رنگدانه‌ها را تغییر دهد تا رنگ‌های گوناگون اسب‌های اهلی از سفید تا سیاه به وجود آید.
رنگ‌های اصلی می‌توانند توسط دست‌کم پنج ژن دیگر رقیق شوند: کِرِم، شامپانی، دان (Dun)، مرواریدی و نقره‌ای. ژن کِرِم می‌تواند با دوزهای گوناگون، رنگ‌های گوناگونی به وجود بیاورد اما چهار ژن دیگر تاثیر ساده‌ای دارند. رنگ و طرح‌های سفید در اسب‌ها تحت تاثیر چندین ژن است که رنگ‌های سفید و خاکستری و نیز لکه‌های سفید روی بدن اسب را به وجود می‌آورند.
رنگ‌های کرنگ، طلایی (سفید)، سیاه، کهر و سمند جزو رنگ‌های اصلی یا ساده هستند و رنگ‌های نیله، موشی، خاکستری و ابرش مرکب هستند.

## فهرست رنگ‌ها
عمر خیام در کتاب نوروزنامه نام‌های مربوط به اسب را چنین بیان می‌کند: الوس‌چرمه، سرخ‌چرمه، تازی‌چرمه، خنگ، بادخنگ، مگس‌خنگ، سبزخنگ، پیسهٔ کمیت، کمیت، شبدیز، خورشید، گور سرخ، زردرخش، سیارخش، خرماگون، چشینه، شولک، پیسه، ابرگون، خاک‌رنگ، دیزه، بهگون، میگون، بادروی، گلگون، ارغون، بهارگون، آبگون، نیلگون، ابرکاس، باوبار، سپیدزرده، بورسار، بنفشه‌گون، ادس، زاغ‌چشم، سبزپوست، سیمگون، ابلق، سپید، سمند.
به تدریج نام رنگ‌های دیگری نیز از زبان‌های دیگر وارد فارسی شده است. امروزه رنگ‌های اسب را بر اساس ژن‌شناسی توضیح می‌دهند.

### سفید

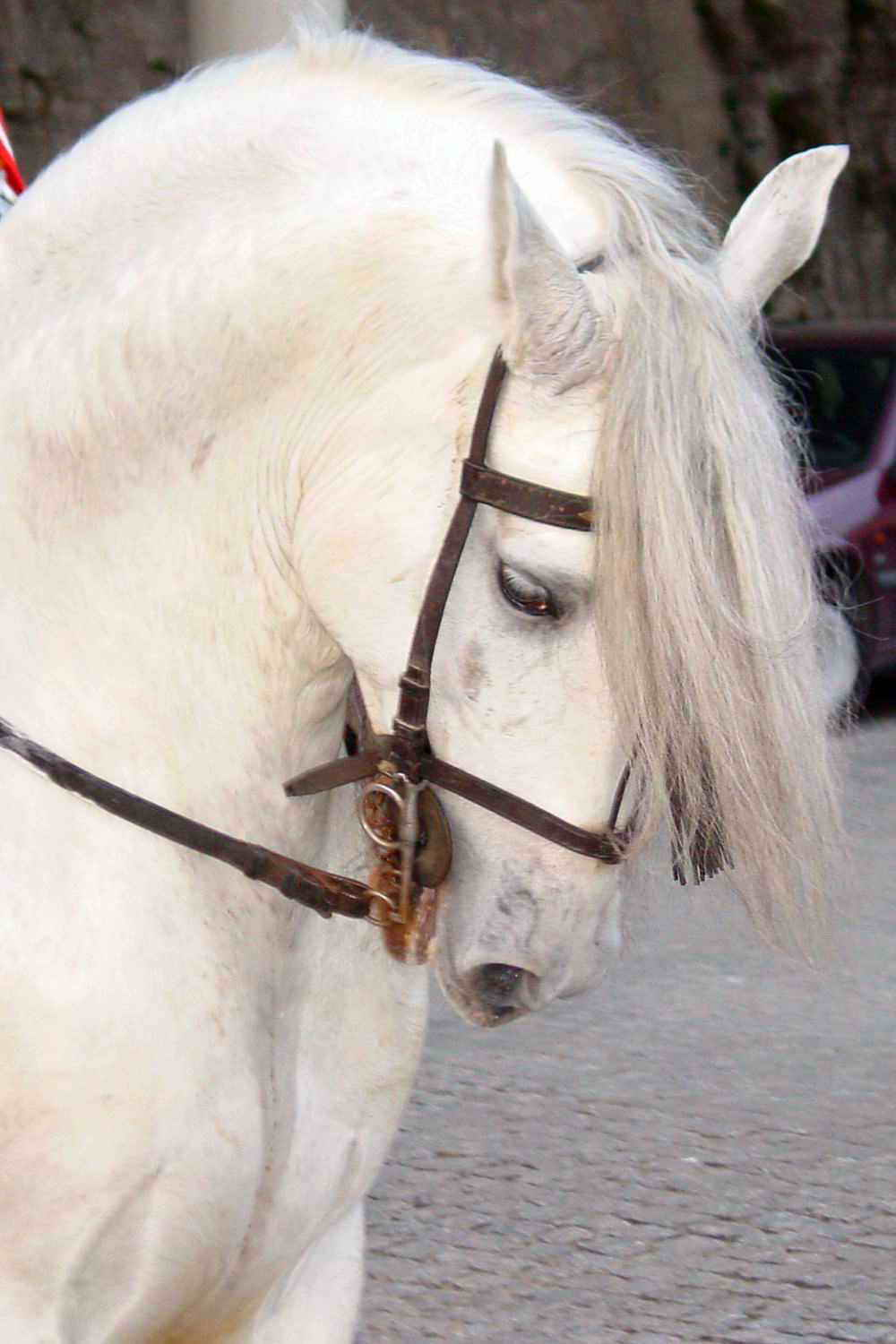
اسب خاکستری

اسب سفید اسبی است که پوستی صورتی و موهایی کاملاً سفید داشته باشد. این رنگ بسیار نادر و کمیاب است و اکثر اسب‌هایی که سفید نامیده می‌شوند در واقع خاکستری هستند، حتی اگر تعداد اندکی موی سیاه داشته باشند. رنگ چشمان اسب‌های سفید ممکن است آبی، فندقی یا قهوه‌ای باشد.
باید توجه داشت که این رنگ را نباید با زالی (آلبینیسم) اشتباه گرفت، زیرا زالی اصلاً در خانواده اکوئیداها وجود ندارد.
اسب دچار زالی در دوره جنینی می‌میرد.

### کرنگ
بدن اسب کرنگ با موهایی به رنگ قرمز دارچینی یا شبیه رنگ چایی پوشیده شده‌است. رنگ دم، یال و پاها نیز به همان رنگ بدن است. انواع زیادی از کرنگ وجود دارد که بر اساس تیرگی یا روشنی به رنگ‌های مختلفی تقسیم می‌شوند. مهم‌ترین آن‌ها عبارتند از کرنگ مسی (معمول‌ترین رنگ کرنگ)، کرنگ سوخته و کرنگ یال سفید (هنگامی که رنگ یال و دم روشن‌تر است).

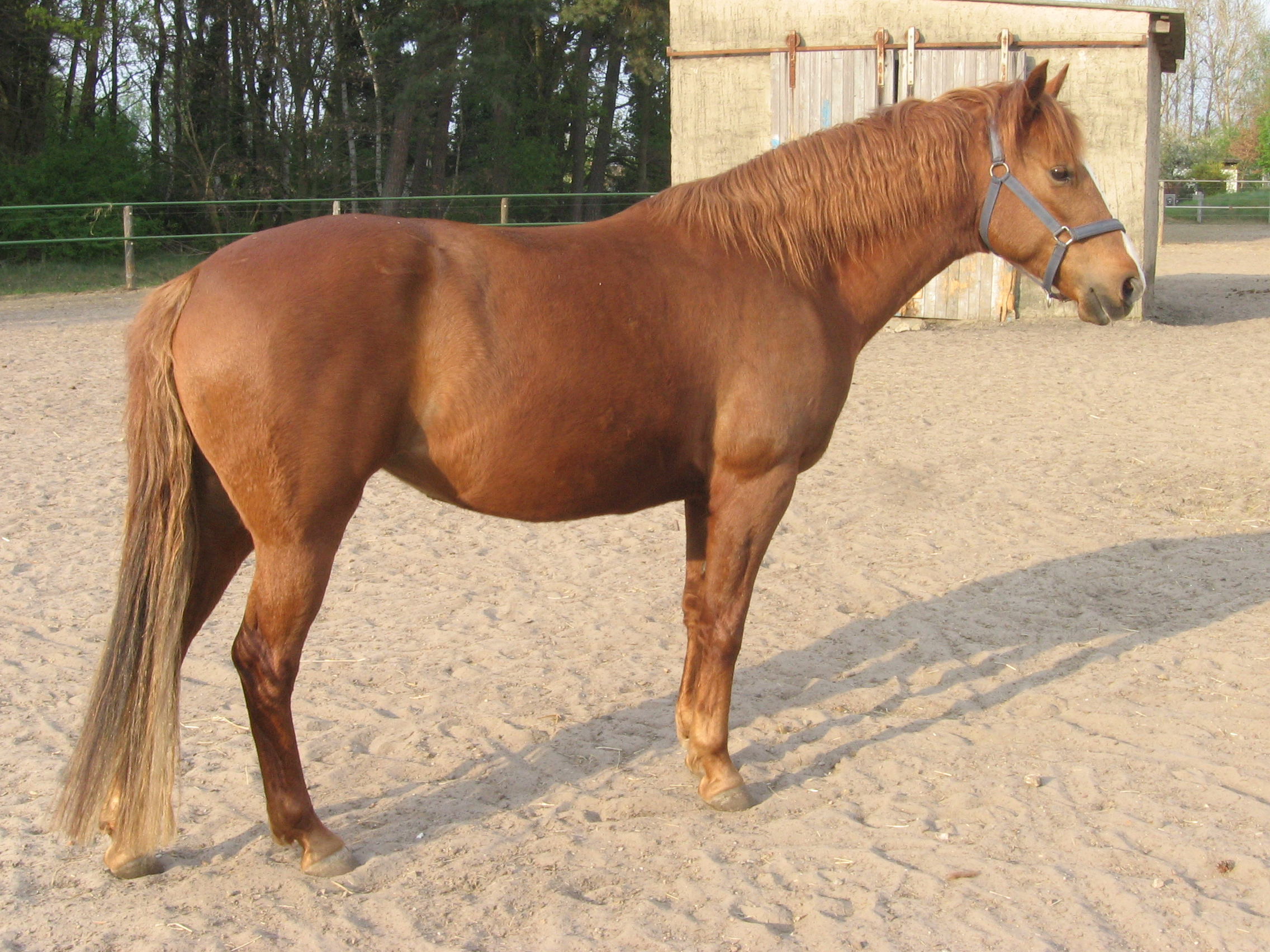
اسب کرنگ مسی
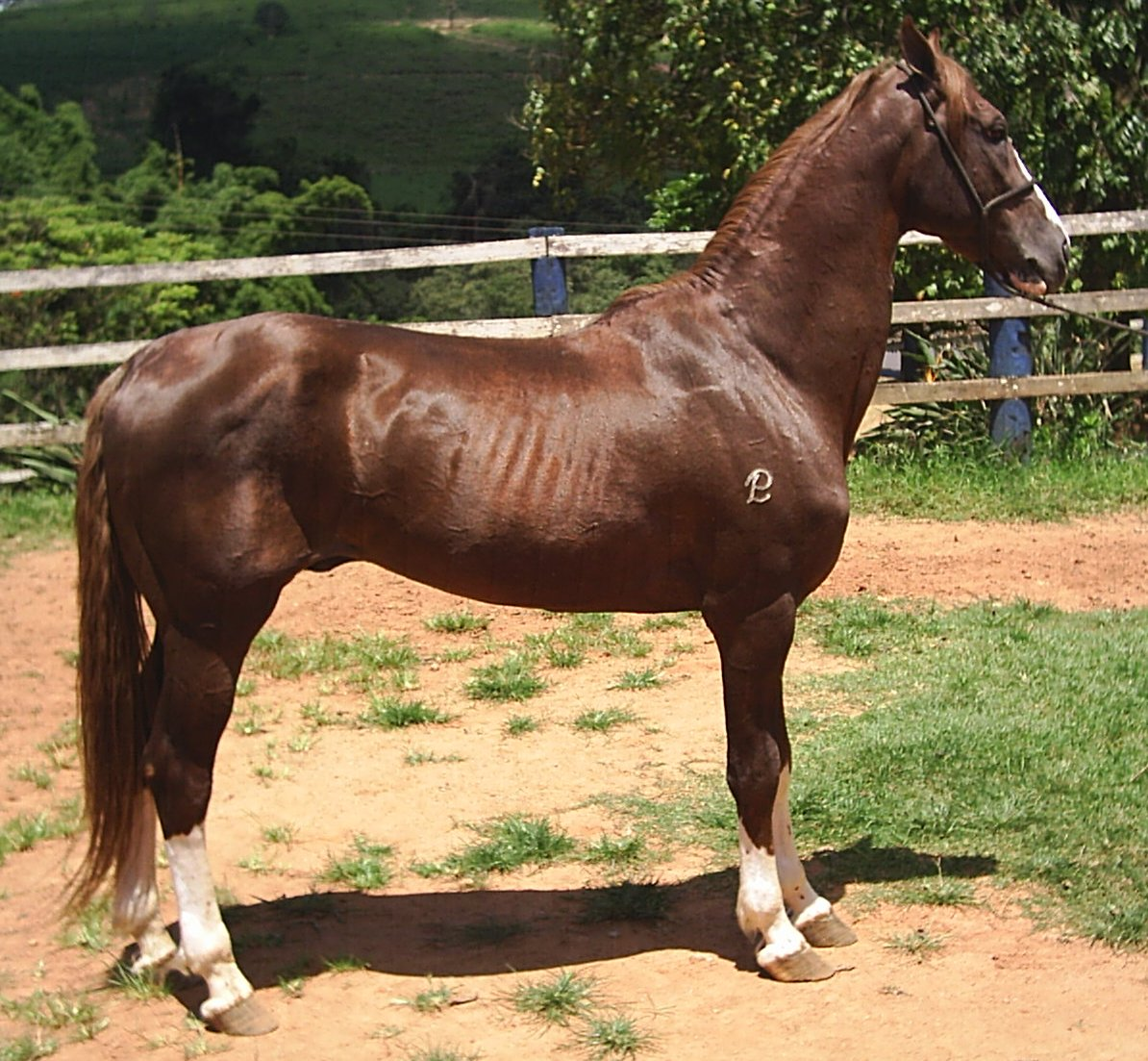
اسب کرنگ سوخته
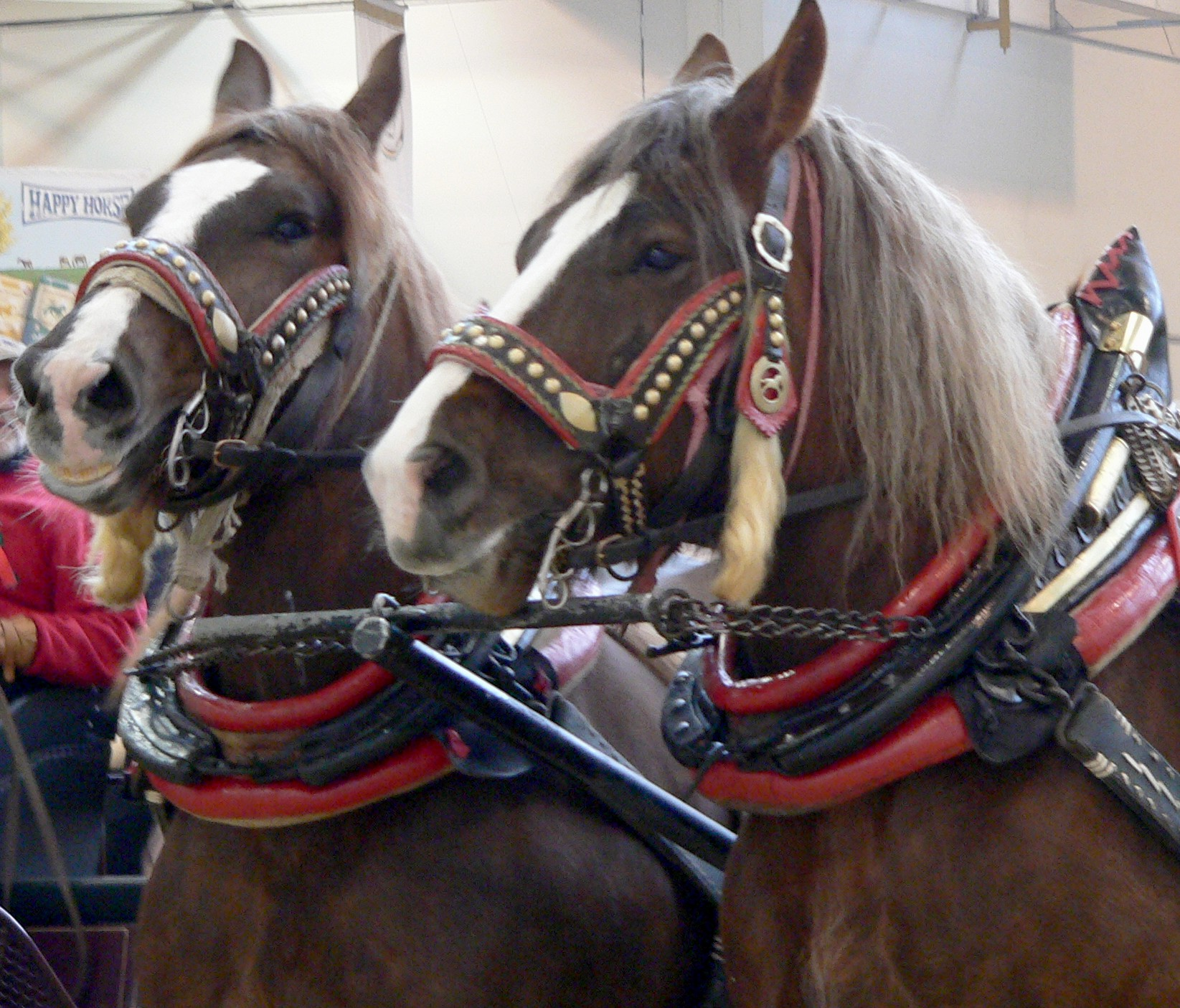
اسب کرنگ یال سفید

### سیاه

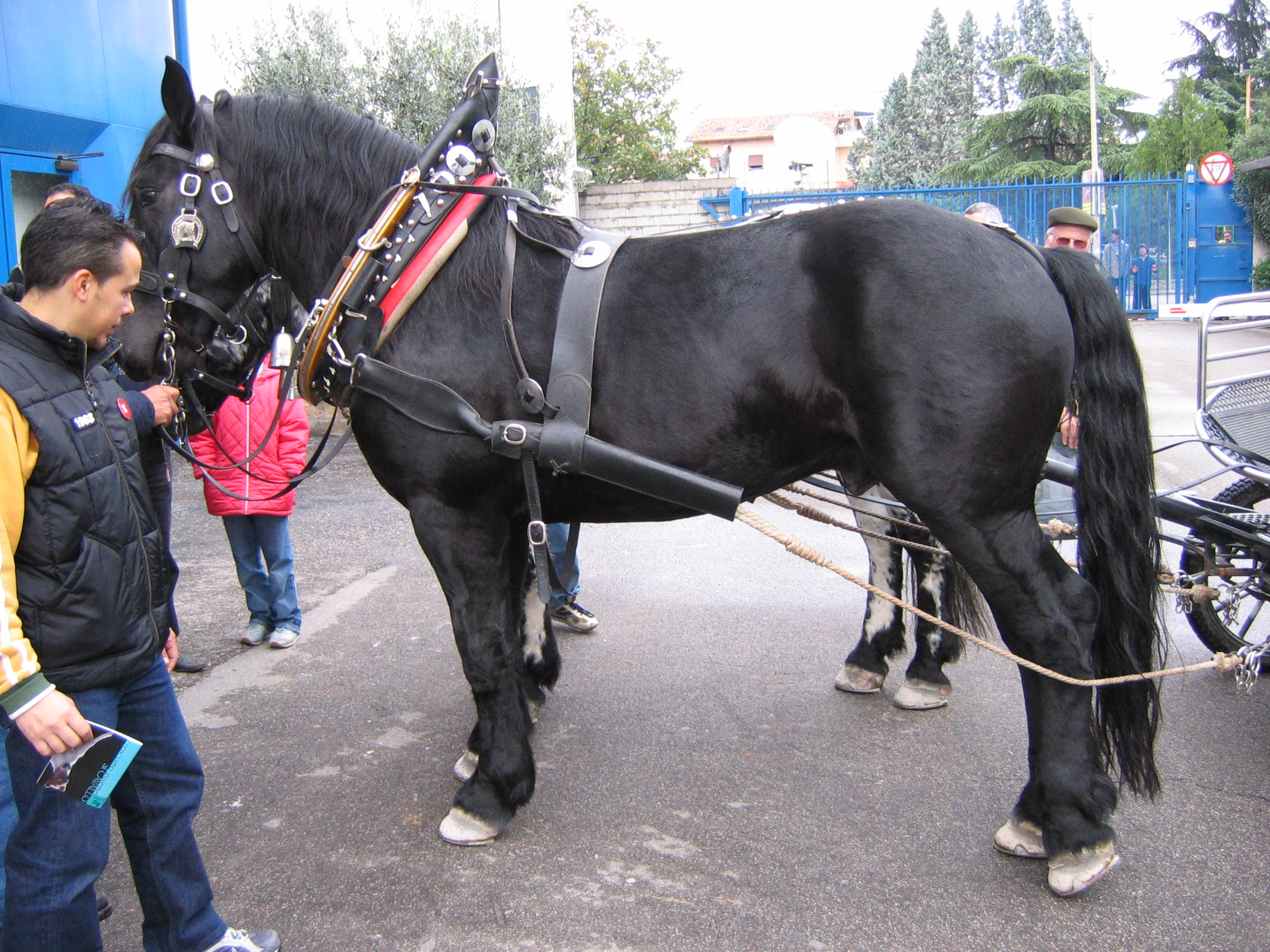
اسب سیاه

رنگ سیاه در اسب‌ها خیلی متداول نیست ولی کمیاب هم نیست. همه موهای بدن این اسب‌ها سیاه رنگ است، مگر لکه‌های سفیدی که می‌توانند بر پیشانی یا پاها باشند. به طور کلی دو نوع سیاه داریم:
- سیاه مات که در اثر نور خورشید و با گذشت زمان مات می‌شود. به این سیاه کهر تیره نیز گفته می‌شود.
- سیاه حقیقی یا پر کلاغی که مات نمی‌شود. این رنگ تنها رنگ موجود برای نژاد فریزین است و در دیگر نژادها هم گه گاهی دیده می‌شود.

### کهر

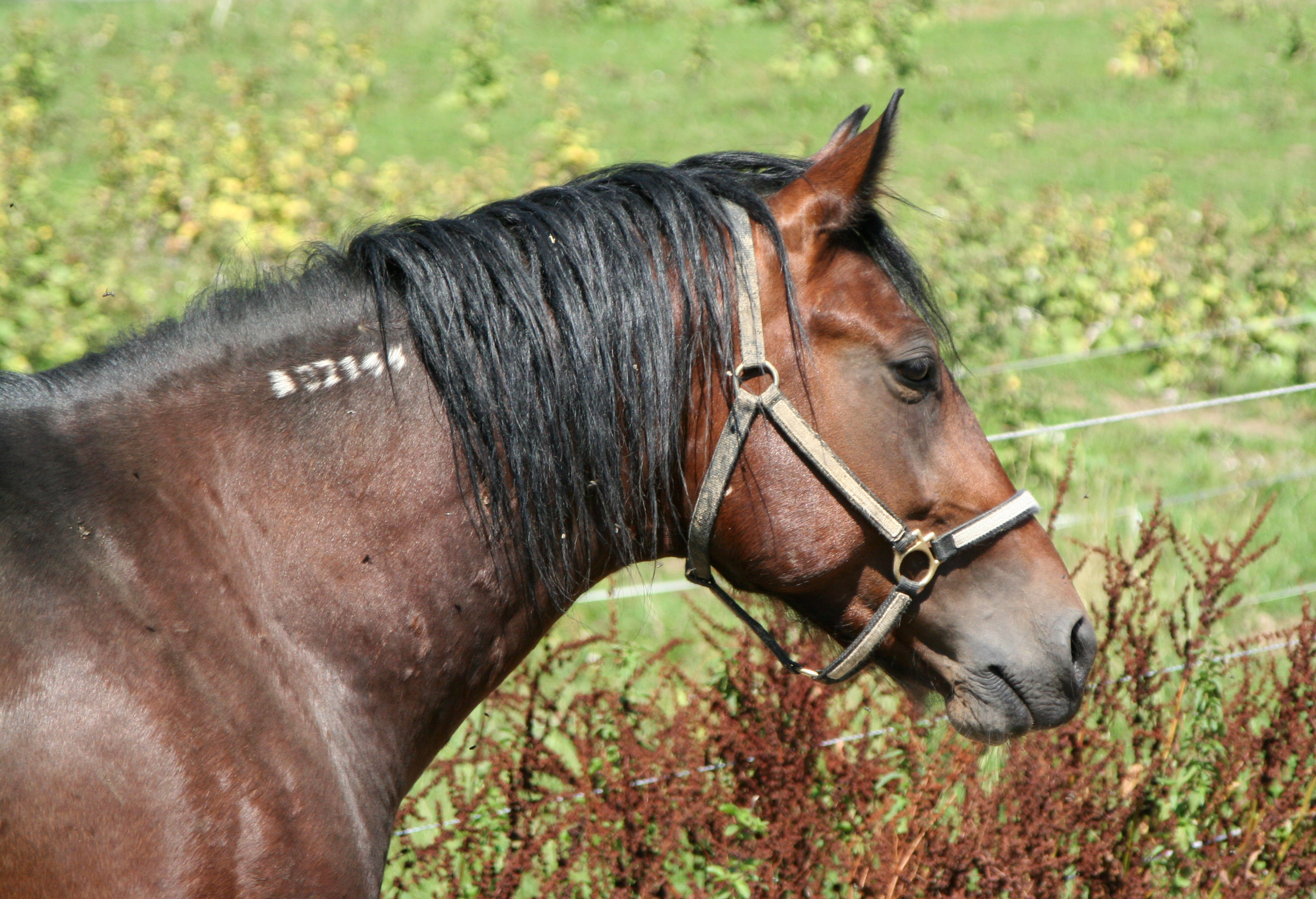
اسب کهر

موهای اسب‌های کَهَر قرمز-قهوه‌ای نسبتاً تیره‌است و یال، دم و انتهای پاها و پوزه آن‌ها تیره‌تر یا سیاه می‌باشد. رگه‌های مختلفی از کهر وجود دارد که مهم‌ترین آن‌ها کهر روشن، کهر تیره و کهر گیلاسی می‌باشند.

### سمند

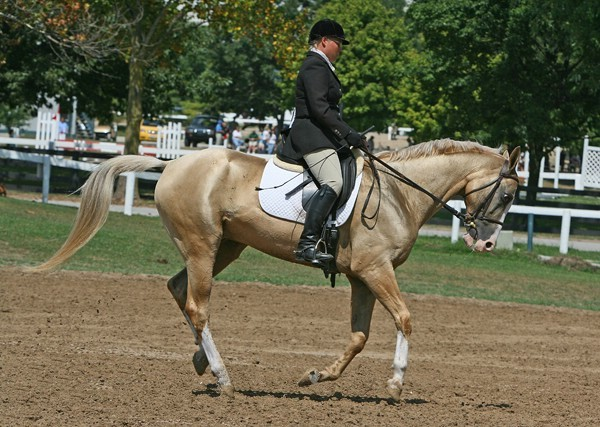
اسب آخال تکه سمند

سَمَند رنگی مایل به زرد یا نوعی رنگ طلایی در اسب‌ها است. این رنگ برای مثال در اسب ترکمن وجود دارد و گران قیمت‌ترین اسب ترکمن است.

### پالومینو

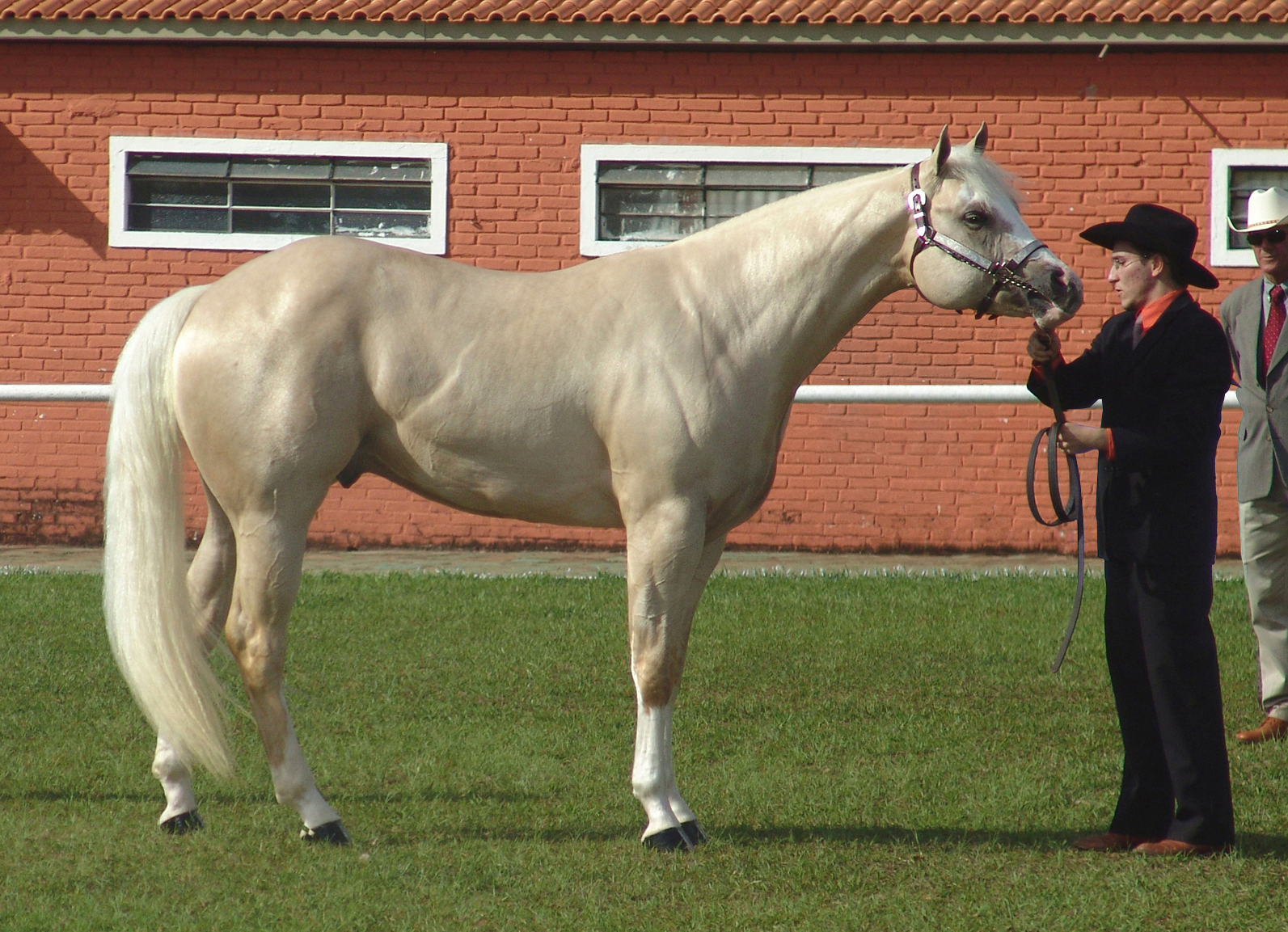
اسب پالومینو

بدن اسب‌های پالومینو (Palomino) از موهای زرد یا طلایی پوشیده شده‌است و یال و دم آن‌ها نیز به همان رنگ یا روشن‌تر است. این رنگ نیز بر اساس روشنی و تیرگی رگه‌های مختلفی دارد.

### چندرنگ
گاه موی بدن اسب از چند رنگ تشکیل می‌شود. این حالت‌ها تحت تاثیر چندین ژن است.

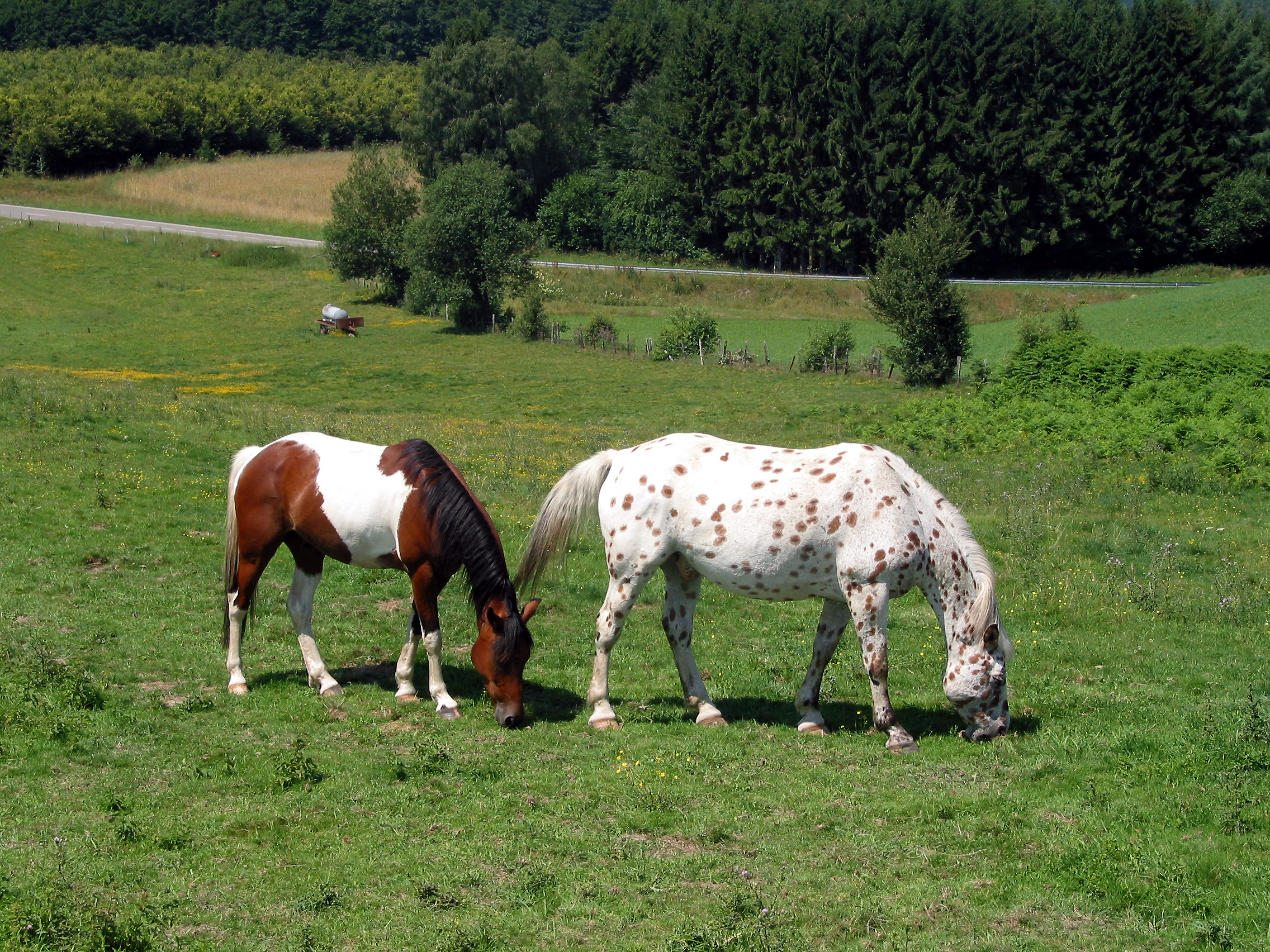
یک اسب خال‌خال و یک اسب ابلق
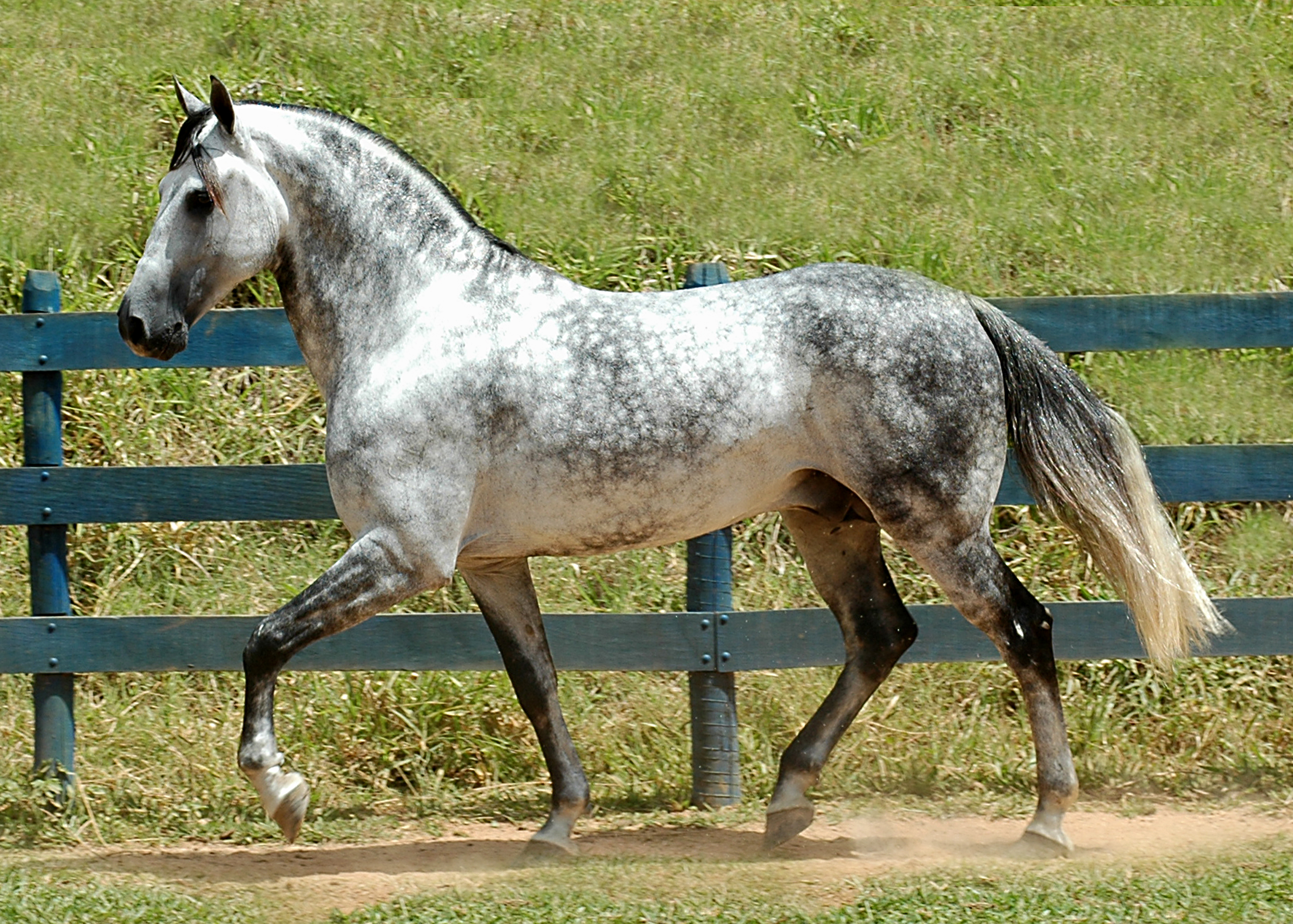
اسب ابرش
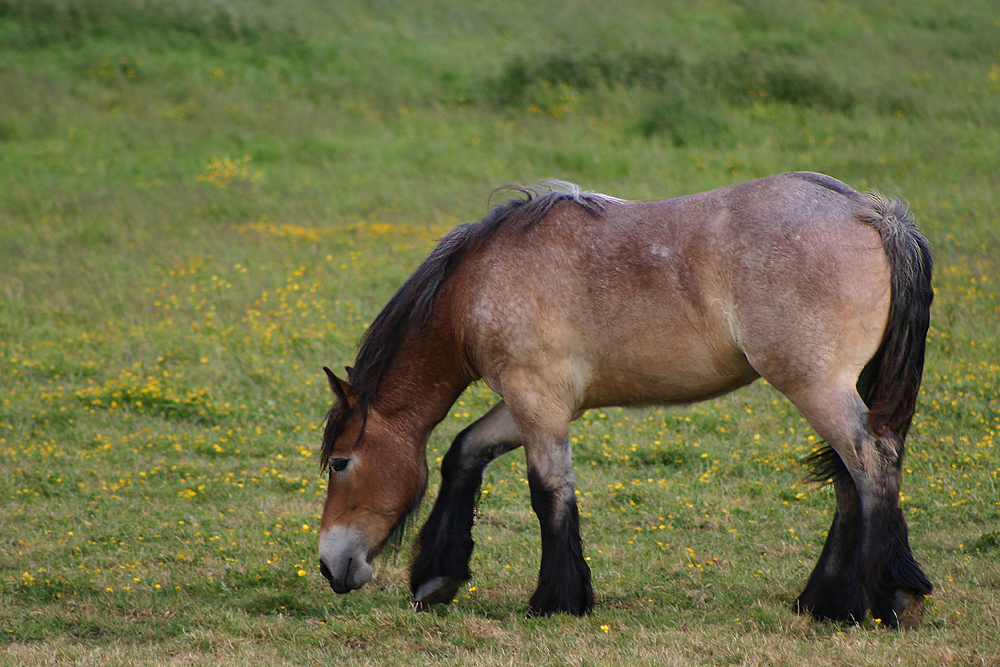
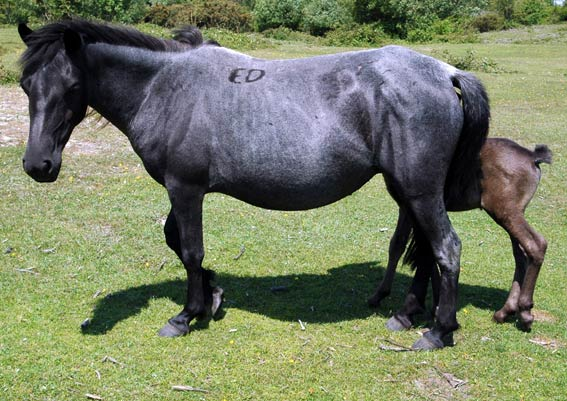
نیله ابرش

## لکه‌ها و علامت‌ها

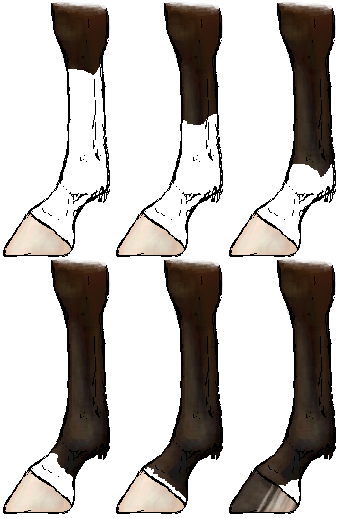
اندازه‌های گوناگون لکه‌های روی پای اسب

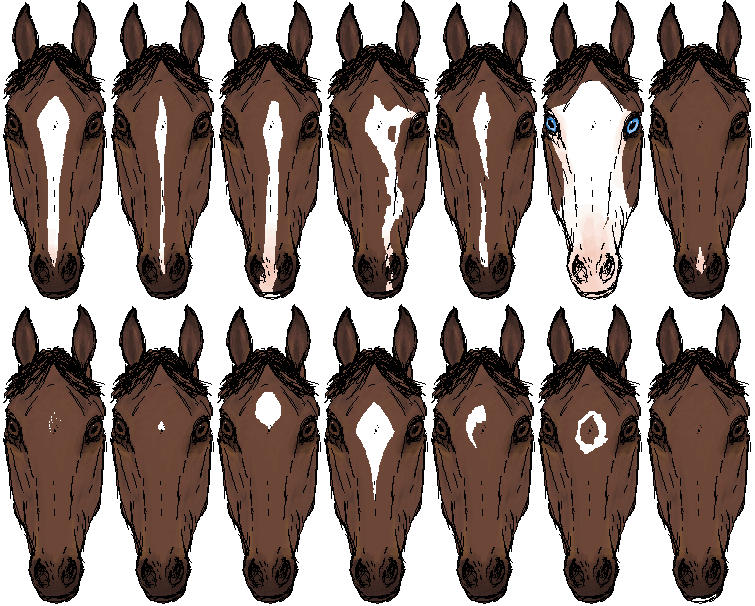
لکه‌های گوناگون روی سر و پوزه اسب

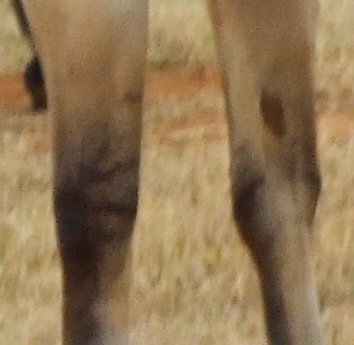
خط‌های گور اسبی روی پاها

رنگ چشمان اسب می‌تواند از آبی تا مشکی باشد:

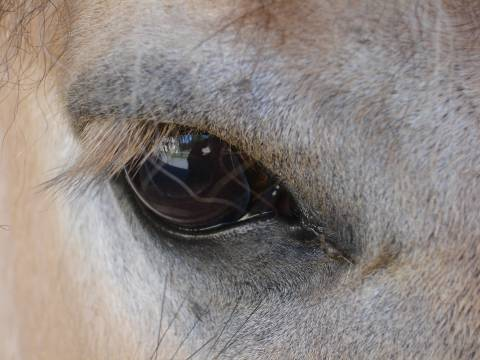
چشم سیاه
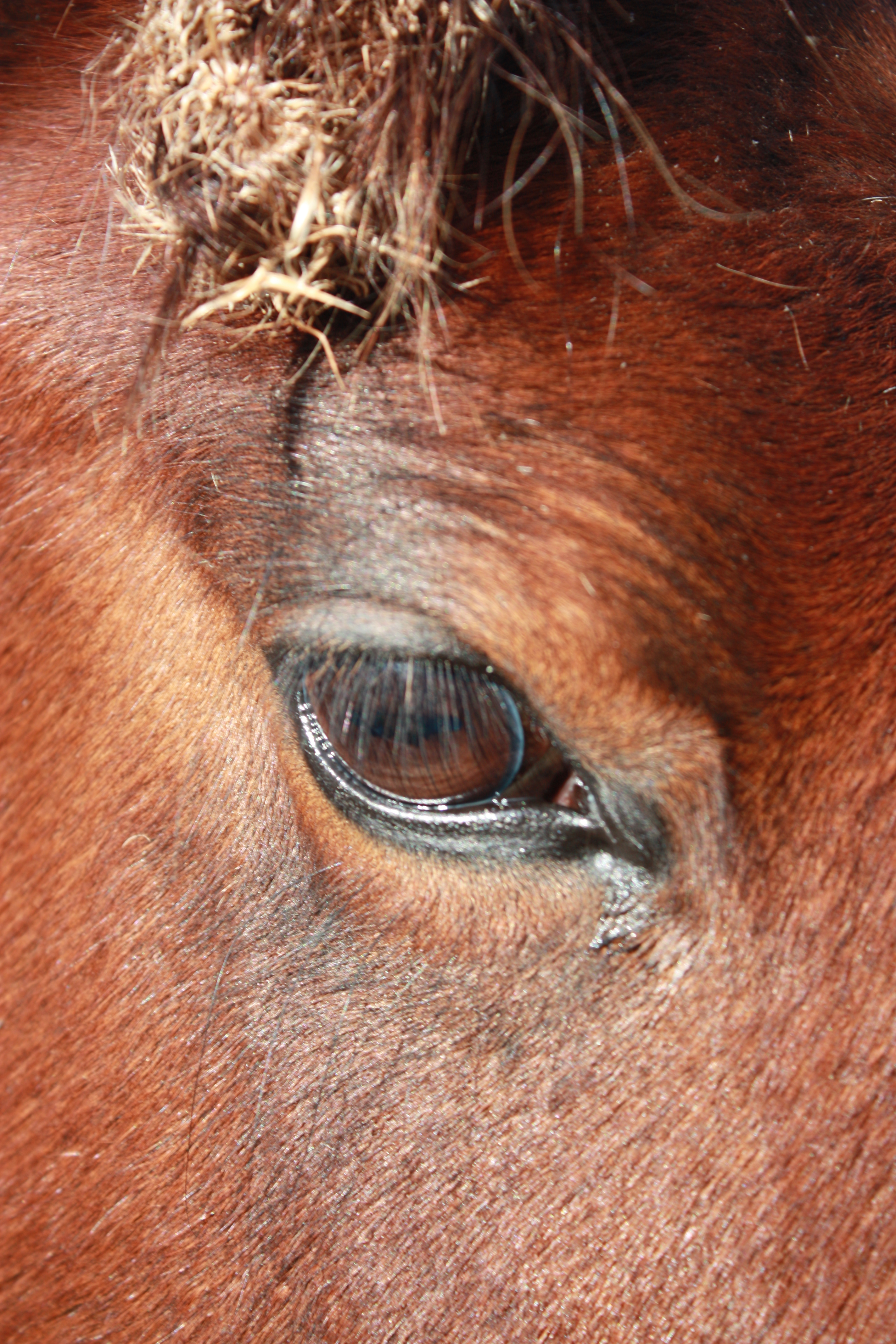
چشم قهوه‌ای
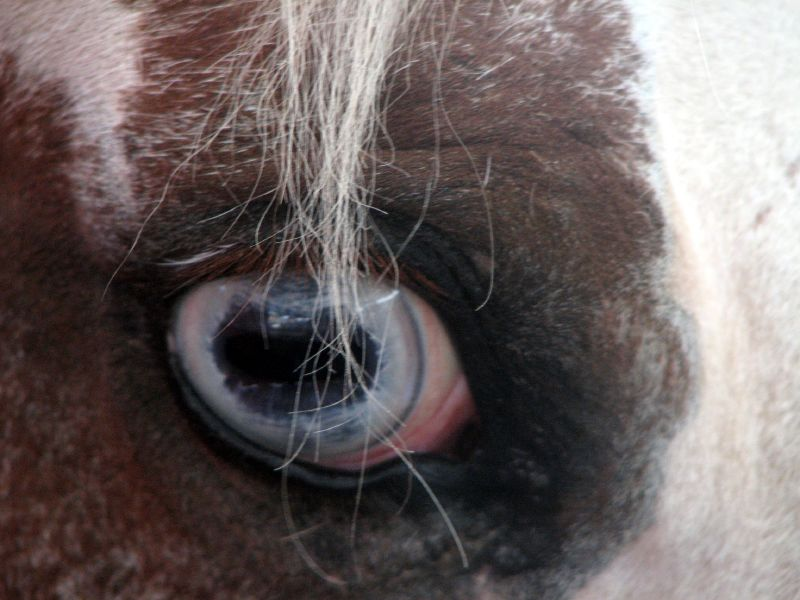
چشم آبی
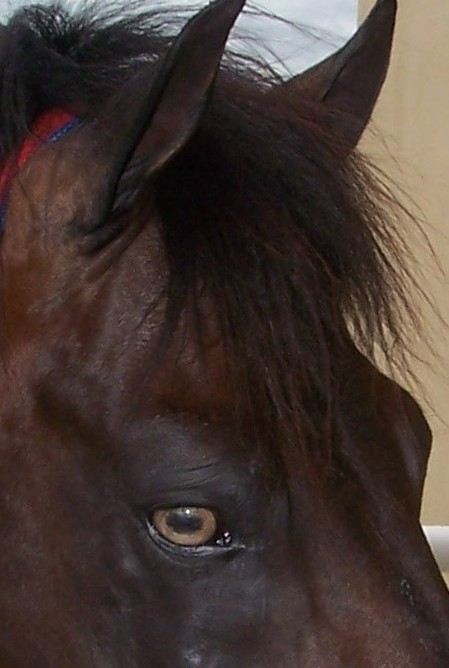
چشم عسلی